# Scafati Basket 2020-2021
Questa voce raccoglie le informazioni riguardanti la Scafati Basket 1969 nelle competizioni ufficiali della stagione 2020-2021.

## Stagione
La stagione 2020-2021 della Scafati Basket, sponsorizzata Givova, è stata la 18ª stagione nel secondo campionato italiano di pallacanestro, la Serie A2.
Il 15 novembre 2020 ha vinto la sua prima Supercoppa LNP battendo la Pallacanestro Forlì 2.015.

## Divise di gioco
Il fornitore ufficiale del materiale tecnico per la stagione 2020-2021 è Givova.
| Casa | Trasferta |

## Organigramma societario
Aggiornato al 12 dicembre 2020.
- Presidente: Alessandro Rossano
- Proprietario: Aniello Longobardi
- Vicepresidente: Daniela Fava
- Vicepresidente: Luigi Di Lallo
- General Manager: Gino Guastaferro
- Team Manager: Antimo Lubrano
- Direttore amministrativo: Alessandro Rossano
- Procuratore Legale: Vittorio D’Alessandro
- Responsabile comunicazione: Antonio Pollioso

- Allenatore: Alessandro Finelli
- Assistente: Umberto Di Martino
- Preparatore atletico: Elia Confessore
- Responsabile Area Sanitaria: Luigi Trofa
- Medico sociale: Andrea Inserra
- Ortopedia e traumatologia: Renato Acanfora
- Fisioterapista: Angelo Carmando

## Roster 2020-2021
Aggiornato al 27 novembre 2020.
| Givova Scafati Basket 1969 2020/2021 | Givova Scafati Basket 1969 2020/2021 |
| Giocatori                            | Staff tecnico                        |
| ------------------------------------ | ------------------------------------ |

| N. | Naz.                                     | Ruolo | Nome               | Anno | Alt.   | Peso   |  |
| -- | ---------------------------------------- | ----- | ------------------ | ---- | ------ | ------ |  |
| 3  | Stati Uniti (bandiera)                   | PG    | Randy Culpepper    | 1989 | 183 cm | 74 kg  |  |
| 5  | Argentina (bandiera) · Italia (bandiera) | GA    | Bernardo Musso     | 1986 | 193 cm | 89 kg  |  |
| 8  | Serbia (bandiera) · Italia (bandiera)    | A     | Nemanja Dincic     | 1998 | 202 cm | 107 kg |  |
| 10 | Malta (bandiera)                         | G     | Darryl Jackson     | 1985 | 185 cm | 75 kg  |  |
| 11 | Italia (bandiera)                        | P     | Tommaso Marino (C) | 1986 | 192 cm | 85 kg  |  |
| 13 | Stati Uniti (bandiera)                   | AC    | Charles Thomas     | 1986 | 201 cm | 102 kg |  |
| 16 | Italia (bandiera)                        | P     | Antonino Sabatino  | 2000 | 180 cm | 73 kg  |  |
| 18 | Italia (bandiera)                        | G     | Riccardo Rossato   | 1996 | 190 cm | 85 kg  |  |
| 20 | Italia (bandiera)                        | A     | Luigi Sergio       | 1988 | 194 cm | 87 kg  |  |
| 25 | Italia (bandiera)                        | AC    | Lorenzo Benvenuti  | 1995 | 204 cm | 106 kg |  |
| 32 | Italia (bandiera)                        | AC    | Valerio Cucci      | 1995 | 202 cm | 100 kg |  |
| 49 | Italia (bandiera)                        | A     | Daniele Nsesih     | 2001 | 200 cm | 95 kg  |  |

| Allenatore                                                                       |
| - Alessandro Finelli                                                             |
| Assistente/i                                                                     |
| - Umberto Di Martino Legenda - (C) Capitano - (IN) Inattivo - Infortunato Roster |

## Mercato

### Sessione estiva
| Acquisti | Acquisti           | Acquisti          | Acquisti   | Acquisti |
| R.       | Nome               | da                | Modalità   |          |
| -------- | ------------------ | ----------------- | ---------- | -------- |
| All.     | Alessandro Finelli | Mantova           | definitivo |          |
| AG       | Valerio Cucci      | Pod. Montegranaro | definitivo |          |
| AP       | Luigi Sergio       | Basket Ravenna    | definitivo |          |
| P        | Antonino Sabatino  | Eurobasket Roma   | definitivo |          |
| AG       | Daniele Nsesih     | Basket Pegli      | definitivo |          |
| C        | Lorenzo Benvenuti  | Pall. Forlì 2.015 | definitivo |          |
| P        | Tommaso Marino     | Basket Ravenna    | definitivo |          |
| G        | Bernardo Musso     | Latina Basket     | definitivo |          |
| AG       | Charles Thomas     | Basket Ravenna    | definitivo |          |
| G        | Randy Culpepper    | Pistoia Basket    | definitivo |          |

| Cessioni | Cessioni          | Cessioni            | Cessioni       | Cessioni |
| R.       | Nome              | a                   | Modalità       |          |
| -------- | ----------------- | ------------------- | -------------- | -------- |
| AP       | Marco Contento    | San Severo          | rescissione    |          |
| AP       | Nikola Marković   | Svincolato          | rescissione    |          |
| P        | J.J. Frazier      | Blu Treviglio       | fine contratto |          |
| G        | Marco Portannese  | Svincolato          | rescissione    |          |
| C        | Deshawn Stephens  | Bakken Bears        | fine contratto |          |
| P        | Claudio Tommasini | N.P.C. Rieti        | fine contratto |          |
| C        | Filip Pavicevic   | San Severo          | fine contratto |          |
| C        | Abdel Fall        | Orlandina           | fine contratto |          |
| AG       | Ion Lupusor       | Svincolato          | rescissione    |          |
| G        | Nicholas Crow     | Rinascita B. Rimini | fine contratto |          |

### Sessione invernale
| Acquisti | Acquisti       | Acquisti        | Acquisti   | Acquisti |
| R.       | Nome           | da              | Modalità   |          |
| -------- | -------------- | --------------- | ---------- | -------- |
| G        | Darryl Jackson | Bergamo B. 2014 | definitivo |          |
| AG       | Nemanja Dincic | Ruvo di Puglia  | definitivo |          |

| Cessioni | Cessioni        | Cessioni   | Cessioni    | Cessioni |
| R.       | Nome            | da         | Modalità    |          |
| -------- | --------------- | ---------- | ----------- | -------- |
| G        | Randy Culpepper | Free Agent | risoluzione |          |

## Risultati

### Supercoppa LNP
| Arbitri: | Moretti (Marsciano) Gonella (Genova) Puccini (Genova) |

|                     |            |                     |
| Rodríguez, Landi 17 | Punti      | 18 Thomas           |
| Rush 4              | Assist     | 5 Marino, Musso     |
| Rush 10             | Rimbalzi   | 7 Benvenuti, Thomas |
| Sandro Dell'Agnello | Allenatori | Alessandro Finelli  |

| Quintetto titolare  | Quintetto titolare | Quintetto titolare  | Pt   | Rim  | Ass  |
| ------------------- | ------------------ | ------------------- | ---- | ---- | ---- |
| P                   | 12                 | Yancarlos Rodríguez | 17   | 6    | 1    |
| A                   | 21                 | Erik Rush           | 12   | 10   | 4    |
| G                   | 17                 | Luca Campori        | 5    | 5    | 1    |
| A                   | 8                  | Nicola Natali       | 1    | 0    | 3    |
| A                   | 16                 | Samuel Dilas        | 2    | 1    | 0    |
| Panchina:           |                    |                     |      |      |      |
| G                   | 13                 | Riccardo Bolpin     | 12   | 4    | 1    |
| C                   | 15                 | Aristide Landi      | 17   | 5    | 2    |
| C                   | 20                 | Benjamin Ndour      | 3    | 4    | 0    |
| P                   | 31                 | Paolo Bandini       | 0    | 1    | 0    |
| G                   | 22                 | Giulio Zambianchi   | 0    | 0    | 0    |
| P                   | 5                  | Jacopo Giachetti    | n.e. | n.e. | n.e. |
| G                   | 34                 | Terrence Roderick   | n.e. | n.e. | n.e. |
| Allenatore:         |                    |                     |      |      |      |
| Sandro Dell'Agnello |                    |                     |      |      |      |

|  |  |  |

| Supercoppa A2 LNP Old Wild West 2020 |
| ------------------------------------ |
| Scafati Basket 1º titolo             |

| Quintetto titolare | Quintetto titolare | Quintetto titolare | Pt   | Rim  | Ass  |
| ------------------ | ------------------ | ------------------ | ---- | ---- | ---- |
| C                  | 25                 | Lorenzo Benvenuti  | 17   | 7    | 0    |
| P                  | 11                 | Tommaso Marino     | 0    | 2    | 5    |
| A                  | 20                 | Luigi Sergio       | 3    | 5    | 0    |
| A                  | 13                 | Charles Thomas     | 18   | 7    | 4    |
| G                  | 3                  | Randy Culpepper    | 16   | 2    | 3    |
| Panchina:          |                    |                    |      |      |      |
| G                  | 5                  | Bernardo Musso     | 10   | 0    | 5    |
| C                  | 32                 | Valerio Cucci      | 7    | 3    | 0    |
| G                  | 18                 | Riccardo Rossato   | 7    | 1    | 3    |
| G                  | 16                 | Antonino Sabatino  | 0    | 0    | 0    |
| A                  | 12                 | Vincenzo Festinese | n.e. | n.e. | n.e. |
| Allenatore:        |                    |                    |      |      |      |
| Alessandro Finelli |                    |                    |      |      |      |